# فرحات حشاد
فرحات حشاد (عربی: فرحات حشاد; ۲ فوریهٔ ۱۹۱۴ – ۵ دسامبر ۱۹۵۲) از رهبران سیاسی و سندیکایی تونس در ۲ فوریه ۱۹۱۴ به دنیا آمد. او با تأسیس اتحادیه سراسری اشتغال در سال ۱۹۴۶ به یک چهره شناخته شده تبدیل شد و طرفداران بسیاری در میان طبقه کارگر و سایر قشرها جامعه تونس پیدا کرد. وی یک مبارز راه استقلال کشورش از چنگ استعمار فرانسه و اولین دبیرکل سندیکای سراسری کارگران تونس از ابتدای تأسیس آن در سال ۱۹۴۹ تا هنگام ترورش در ۵ دسامبر سال ۱۹۵۲ بود.

## فعالیت سندیکایی
فرحات دوران تحصیلات ابتدایی را در مدرسه ای در زادگاهش سپری کرد و سپس به شهر سوسه رفته و در آنجا به کار آزاد پرداخت. وی فردی جسور و شجاع بود و بسرعت به فعالیت‌های فرهنگی و سیاسی و سندیکایی روی آورد. فرحات بعد از فوت پدرش ناچار از ترک تحصیل شده و در یکی از شرکت‌های حمل و نقل دریایی در شهر سوسه تونس بکار پرداخت و از همان ابتدا شروع به تکمیل ایده‌هایش برای تشکیل اتحادیه کارگران تونس کرد که در آن زمان وابسته به کنفدراسیون سراسری اشتغال بود که یک اتحادیه فرانسوی بود. او فعالیت‌های کارگریش را افزایش داد و به همین خاطر مجبور به ترک شغل خودش در سال ۱۹۳۹ شد و در معرض مشکلات و سختی‌های اقتصادی در جریان جنگ جهانی دوم قرار گرفت.

فرحات در سال ۱۹۴۳ مجدداً فعالیت‌های سندیکایی‌اش را از سر گرفت ولی با سندیکای منطقه ای بخاطر وابستگی اش به کنفدراسیون فرانسوی اختلاف پیدا کرد و آنرا ترک و با تعدادی از همراهانش سندیکای مستقل کارگران را در جنوب تأسیس و به مساوات بین کارگران تونسی با همکاران فرانسویشان در زمینه حقوق شهروندی فراخوان داد و بدنبال آن شروع به دادن فراخوان برای استقلال از فرانسه کرد.

## گرایش فکری

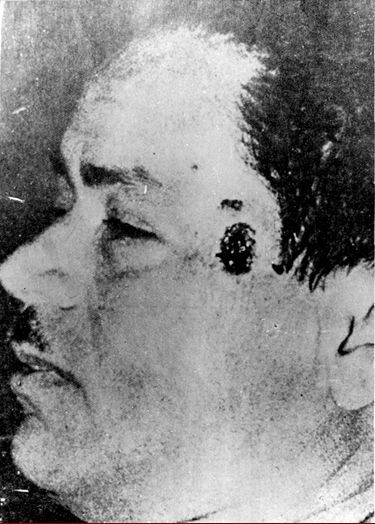
فرحات حشاد پس از ترور

فرحات دارای تفکرات سوسیالیستی بود و از حقوق طبقه زحمتکش کارگر علیه طبقه سرمایه‌دار دفاع می‌کرد و همین باعث شد که تبدیل به یکی از رهبران اتحادیه سراسری سندیکاهای کارگری بشود. فرحات نظریه مبارزه مسلحانه برای آزادی تونس را بعد از این که استعمارگران فرانسوی اکثر رهبران سیاسی تونس را در سال ۱۹۵۲ دستگیر کردند پایه‌ریزی نمود.

## رهبری جنبش ملی

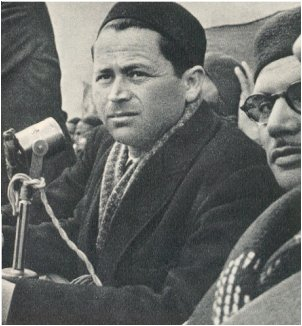
فرحات حشاد سخنران در یک اتحادیه کارگری

با افزایش فعالیت‌های سندیکایی، فرحات حشاد بعنوان یک رهبر ملی برجسته و مبارز سیاسی و مصلح اجتماعی به شهرت رسید به‌خصوص وقتی از کشورهای بزرگی نظیر آمریکا دیدار کرد و آوازه شهرتش از مرزهای تونس فرا رفت و از سال ۱۹۵۱ خودش را چه مادی و چه معنوی به‌طور کامل وقف مقاومت و جنبش ملی کرد و عملاً تبدیل به یک رهبر سیاسی گردید، ترس نیروهای استعمار را فرا گرفت.

فرحات به حسن رفتار و عشق به کشورش شناخته می‌شد و ویژگی‌های برجسته اخلاقی او تأثیرات مثبتی بر روی مردم تونس داشت، حمایت گسترده مردمی از فرحات و این که حاضر نبود با استعمارگر همکاری کند یا به خواسته‌های آن تن دهد، باعث برانگیخته شدن کینه آنها علیه او گردید.

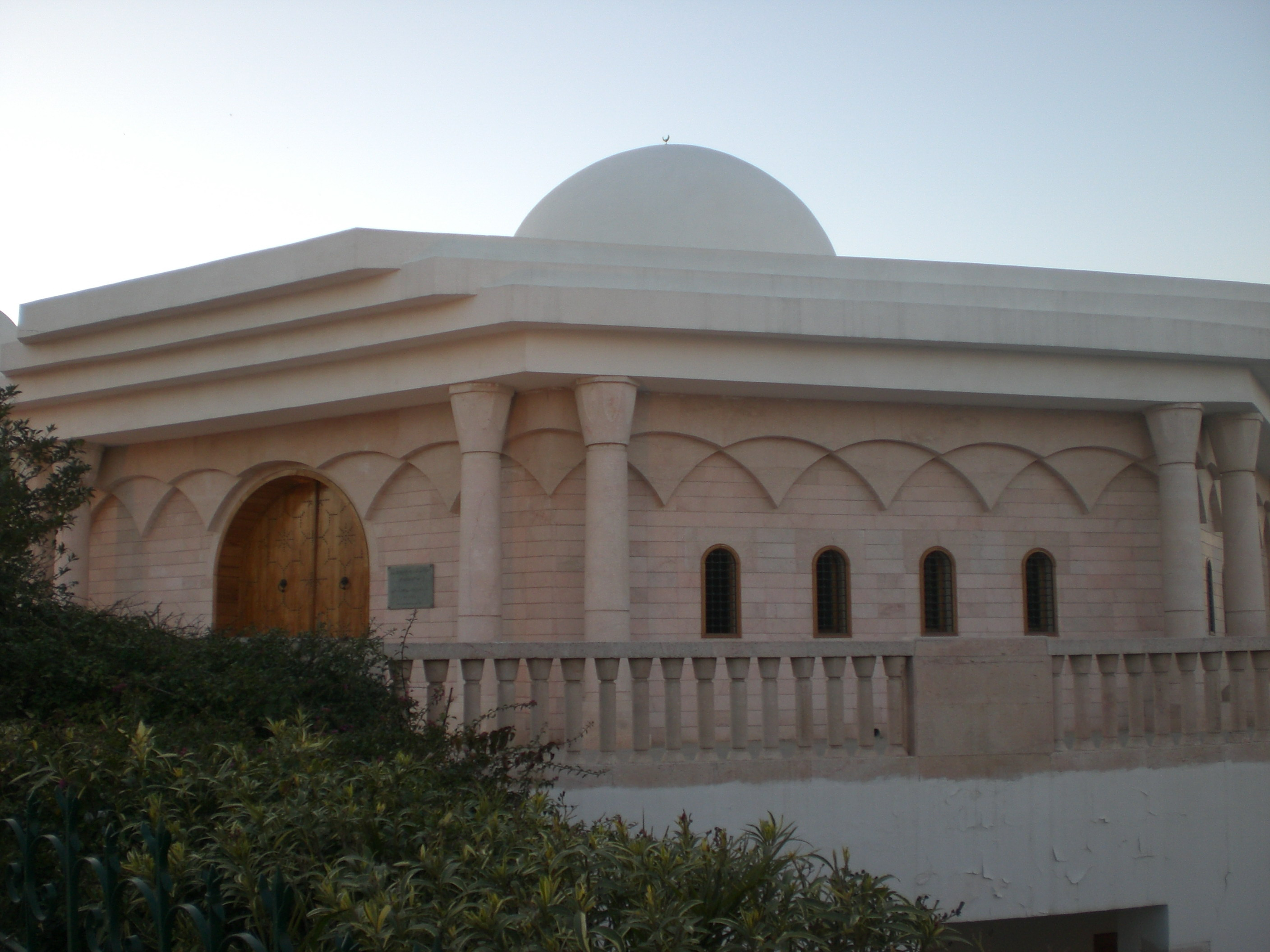
آرامگاه فرحات حشاد در شهر تونس

## ترور و قتل

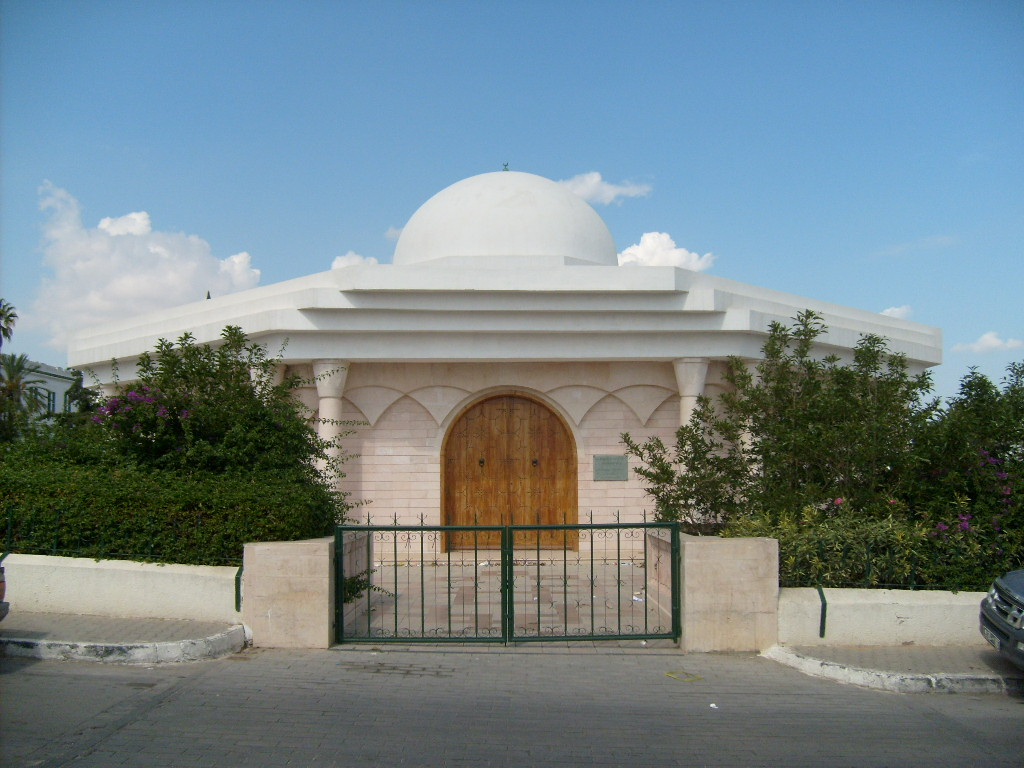
نمایی دیگر از آرامگاه

وی یکی از مهم‌ترین چهره‌های جنبش استقلال تونس بود. با اوج‌گیری جنبش مقاومت مردم تونس علیه استعمار فرانسه تعدادی از رهبران تونس به تبعید و زندان محکوم شدند ولی چون فرحات حشاد نوعی مصونیت سندیکایی بخاطر شناخته شدگی توسط سندیکاهای آمریکا و کشورهای اروپایی بدست آورده بود، مقامات فرانسوی قادر به دستگیری او نبودند لذا با طرح یک توطئه ترور بدست یک باند جنایتکار بنام «دست سرخ» در ۵ دسامبر ۱۹۵۲ در حومه جنوبی پایتخت تونس به قتل رسید. بدنبال اعلام خبر قتل او از رادیو، موجی از تظاهرات در کشورهای مختلف جهان از مصر تا سوریه و لبنان تا پاکستان و اندونزی و مغرب و حتی برخی شهرهای اروپایی نظیر میلان، بروکسل، استکهلم براه افتاد. این تظاهرات در دارالبیضاء (مغرب) منجر به خشونت شد و حدود ۴۰ نفر جان خود را از دست دادند.

در سال ۲۰۰۳ فرانسوا هولاند رئیس‌جمهور فرانسه اسنادی سری را به همسر و فرزند فرحات حشاد ارائه کرد که در آن‌ها ادعا شده بود که حشاد نه بدست باند «دست سرخ» بلکه بدست (ارگان) اطلاعات مخفی وابسته به دولت فرانسه به قتل رسیده‌است. خانواده حشاد کماکان خواستار کشف واقعیت قتل او هستند.